# Ball Four
Ball Four ou Ball Four: My Life and Hard Times Throwing the Knuckleball in the Big Leagues, est un témoignage autobiographique de Jim Bouton sur la saison 1969 des Seattle Pilots en Ligue majeure de baseball. Bouton brise l'omerta marquant jusque-là les milieux sportifs aux États-Unis et révèle au grand public des secrets de vestiaires, telle la consommation régulière d'alcool et de drogues par les joueurs ou l'omniprésence de femmes légères dans le sillage des équipes. L'ouvrage connait un retentissant succès et est considéré comme l'un des meilleurs livres écrits sur le sport. C'est le seul ouvrage traitant de sport présent dans la liste des Livres du siècle publiée en 1996 par la Bibliothèque de New York. En 2002, Sports Illustrated publie une liste des cent meilleurs livres sportifs. Parmi cette sélection, Ball Four est troisième.
La version originale de l'ouvrage est publiée en juin 1970. La polémique autour du contenu du livre pousse Bouton à répondre à ses détracteurs par trois fois lors de nouvelles publications du livre. Ainsi, en 1981, un chapitre de 38 pages intitulé Ball Five  complète l'édition originale, puis un chapitre de 13 pages, intitulé Ball Six, est ajouté en 1990 à l'occasion de la sortie de l'édition célébrant le vingtième anniversaire de la sortie de l'édition originale. The Final pitch est le titre du dernier chapitre ajouté dans l'édition publiée en 2000.
Le premier tirage est limité à 5000 exemplaires, tandis que les ventes dépassent les cinq millions d'exemplaires. La fameuse couverture montrant une balle avec une prise pour effectuer un lancer en balle papillon date de 1971 quand Dell Pub Co publie une édition avec une couverture souple.
Une série télévisée nommée également Ball Four est diffusée sur CBS en 1976. Elle s'inspire du livre.